# Vic Juris
Victor Edward Jurusz jr., artiestennaam Vic Juris (Jersey City, 26 september 1953 – Livingston (New Jersey), 31 december 2019) was een Amerikaanse jazzgitarist.

## Biografie
Juris begon op zijn tiende gitaar te spelen. Hij kreeg les van zijn leraar en raakte dankzij hem geïnteresseerd in jazz na het horen van albums van bijvoorbeeld Django Reinhardt, Jim Hall,  Barney Kessel en Jimmy Raney. Vroege muziekinvloeden waren The Beatles, een plaat van Wes Montgomery en Jimmy Smith, Larry Coryell's debuutalbum en Are You Experienced van Jimi Hendrix. Toen hij 19 was ontmoette hij de blinde saxofonist Eric Kloss, ze werden vrienden en Juris speelde mee op diens album Bodies' Warmth (Muse Records, 1975), Juris' eerste plaatopnames. In die tijd ontmoette hij ook Pat Martino, die zijn mentor werd.
Juris speelde in de tweede helft van de jaren 70 meerdere jaren in de band van Barry Miles. Hij maakte opnames met Richie Cole (1976–78), Don Patterson, Wild Bill Davis, Jimmy Smith en Mel Tormé. In 1979 kwam hij met zijn debuutalbum als leider, Road Song. Begin jaren tachtig leidde hij een eigen kwartet. Hij vormde duo's met o.m. Larry Coryell en Biréli Lagrène, waarin hij akoestisch gitaar speelde. Hij werkte met de band van Gary Peacock. In 1991 ging hij voor het eerst samenwerken met saxofonist David Liebman, deze samenwerking duurt tot de dag van vandaag.
In de jaren 90 werkte hij als sideman met Lee Konitz en Peggy Stern (1992), Benny Waters (1993), Jeanie Bryson (1993–94), Steve LaSpina (vanaf 1995), Judi Silvano (1996), Ken Serio (1996, 2007) en Joe Locke (1998). In 2002 werd hij lid van het kwartet van Jeremy Steig, met wie hij ook een duo-plaat maakte.
Juris heeft lesgegeven aan The New School for Jazz and Contemporary Music, Lehigh University en Rutgers University. Hij heeft verschillende instructieboeken voor gitaar op zijn naam staan.
Vic Juris overleed op Oudjaarsdag 2019 in een ziekenhuis in Livingston (New Jersey) op 66-jarige leeftijd.

## Discografie

### Als leider
- Roadsong (Muse, 1979)
- Horizon Drive (Muse, 1979)
- Bleecker Street (Muse, 1981)
- Night Tripper (SteepleChase, 1994)
- Pastels (SteepleChase, 1996)
- Music of Alex Wilder (Double-Time, 1996)
- Moonscape (SteepleChase, 1996)
- Remembering Eric Dolphy (SteepleChase, 2000)
- Songbook (SteepleChase, 2001)
- Songbook 2 (SteepleChase, 2002)
- While My Guitar Gently Weeps (SteepleChase, 2004)
- Blue Horizon (Zoho, 2004)
- A Second Look (Mel Bay, 2005)
- Journey (Jardis, 2005)
- Bohemia (Jazzpoint, 2006)
- Live...in the Moment (2007)
- Seven Steps to Heaven (SteepleChase, 2008)
- Omega Is the Alpha (SteepleChase, 2010)
- Listen Here (SteepleChase, 2011)
- Free Admission (SteepleChase, 2012)
- Welcome to This New World (SteepleChase, 2013)
- Walking on Water (SteepleChase, 2014)

### Als 'sideman'
met Richie Cole
- 1976 New York Afternoon
- 1977 Alto Madness
- 1988 Signature
- 1992 Popbop
- 1996 West Side Story
- 1998 Richie & Phil & Richie
- 2006 Rises's Rose Garden

met Lee Konitz
- Lunasea (Soul Note, 1992) met Peggy Stern

met David Liebman
- 1991 Classic Ballads
- 1994 Miles Away
- 1994 Songs for My Daughter
- 1995 Voyage
- 1996 Return of the Tenor
- 1998 John Coltrane's Meditations
- 2000 Contemporary Standards & Originals
- 2001 Liebman Plays Puccini
- 2001 The Unknown Jobim
- 2003 Beyond the Line
- 2003 Conversation
- 2004 In a Mellow Tone
- 2007 Back on the Corner
- 2007 Blues All Ways
- 2010 Live: As Always
- 2010 Turnaround: The Music of Ornette Coleman
- 2013 Lineage
- 2014 A Tribute to Wayne Shorter

met Steve LaSpina
- 1995 When I'm Alone
- 1996 Story Time
- 1997 Road Ahead
- 1997 When Children Smile
- 2008 Moments
- 2011 Destiny

met Arthur Lipner
- 1991 In Any Language
- 1993 The Magic Continues
- 1998 Portraits in World Jazz
- 2015 Two Hands, One Heart

met Barry Miles
- 1976 Sky Train
- 1977 Fusion Is...

met Mel Tormé
- 1977 Mel's London Mood
- 1977 The London Sessions

met Don Patterson
- 1977 Movin' Up!
- 1998 Steady Comin' at Ya

met Judi Silvano
- 1996 Vocalise
- 2000 Songs I Wrote, Or Wish I Did

met Biréli Lagrène
- 1993 Live at the Carnegie Hall
- 2001 A Tribute to Django Reinhardt

met anderen
- 1974 Bodies' Warmth, Eric Kloss
- 1985 Hitchhiker of Karoo, Brian Torff
- 1991 The Whole Truth, Lenore Raphael
- 1992 Lunasea, Lee Konitz / Peggy Stern
- 1993 Bitter Sweet, Stephanie Nakasian
- 1993 Plays Songs of Love, Benny Waters
- 1995 Passion Dance, Roseanna Vitro
- 1995 Pull My Daisy, David Amram
- 1998 Slander (and Other Love Songs), Joe Locke
- 1999 Savannah Samurai, Charlie Mariano
- 2002 Double Play, Marc Copland
- 2004 Centerpiece, Giacomo Gates
- 2004 Homage, James Moody
- 2006 The Brother's Breakfast, Loren Stillman
- 2006 Walking with My Bass, Nilson Matta
- 2011 The Moon Is Waiting, Tim Hagans
- 2014 Quiet Pride: The Elizabeth Catlett Project, Rufus Reid[5]

- Bibsys: 7070373
- Bibliothèque nationale de France: cb13974431x (data)
- Gemeinsame Normdatei: 13457513X
- International Standard Name Identifier: 0000 0001 0777 0807
- Library of Congress Control Number: n82038741
- MusicBrainz: 8f9055c1-449f-4ee3-b943-78bdaa1995dd
- Nationale Bibliotheek van Tsjechië: xx0199562
- Nederlandse Thesaurus van Auteursnamen: 074324284
- Système universitaire de documentation: 164532951
- Virtual International Authority File: 10041692
- WorldCat: E39PBJwD67mjJd9F3kKjpJQcyd